# Jens Lang Bøcher
Jens Lang Bøcher, född 1799, död 1833, var en norsk (ursprungligen dansk) skådespelare och teaterdirektör. Han var direktör för Christiania Offentlige Theater från 1828 till 1833. Han var gift med Christiane Bøcher. 
Han var född i Danmark, och engagerades vid Oslos första pionjärteater av Johan Peter Strömberg år 1827, när Norge saknade utbildade aktörer. Under sin tid som direktör avskedade han merparten av alla norska pionjäraktörer och anställde utbildade danska skådespelare, vilket gjorde att den norska teatern inträdde i en lång period av danskt inflytande.